# Укоткування

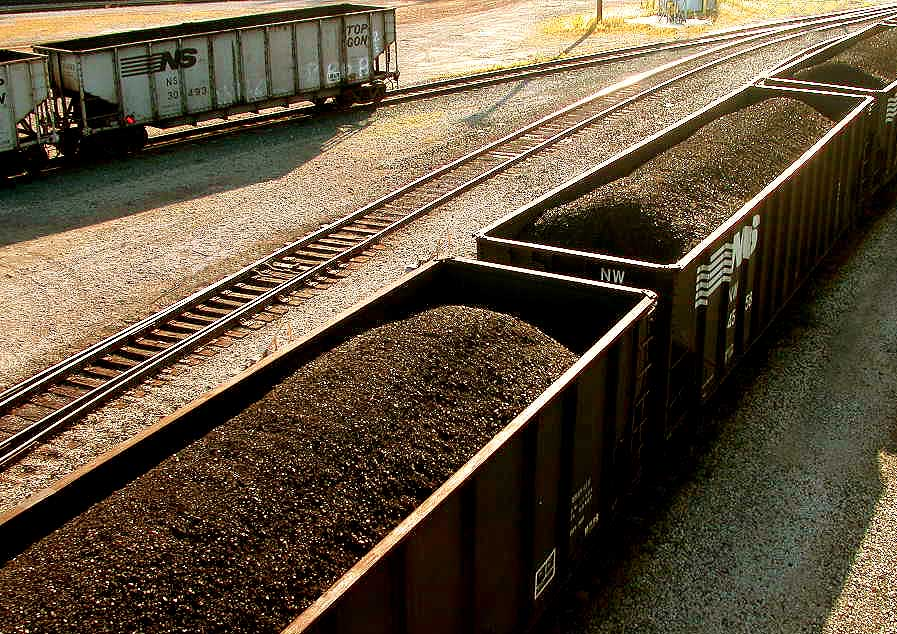
Відкриті вагони навантажені укоткованим вугіллям.

Укоткування (рос. укаткование, англ. rolling, нім. Stampfwalzung f) — ущільнення верхнього шару насипного вантажу у залізничному напіввагоні з метою зниження втрат від просипу та видування матеріалу під час його транспортування. Здійснюється укоткування за допомогою спеціального пристрою — котка з баластним вантажем, встановленого над залізничною колією.